# Rejencja legnicka

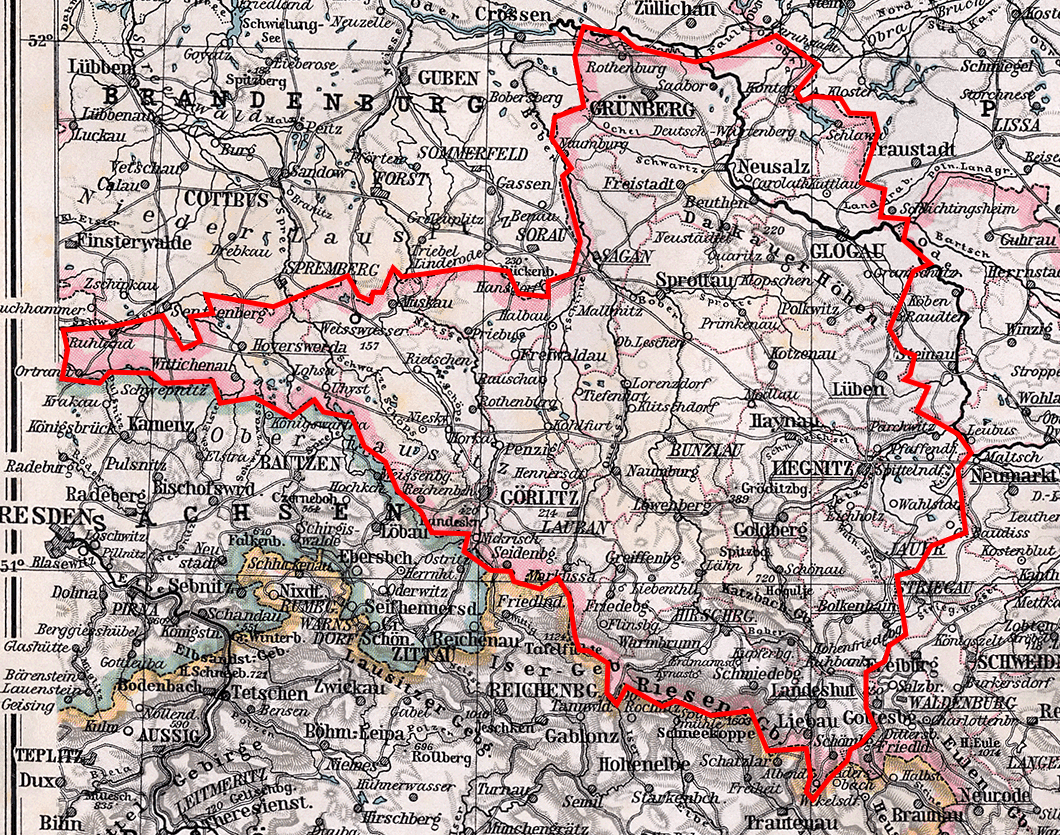
Mapa rejencji legnickiej z 1905 r.

Mapa rejencji w prowincji śląskiej w 1905 r.

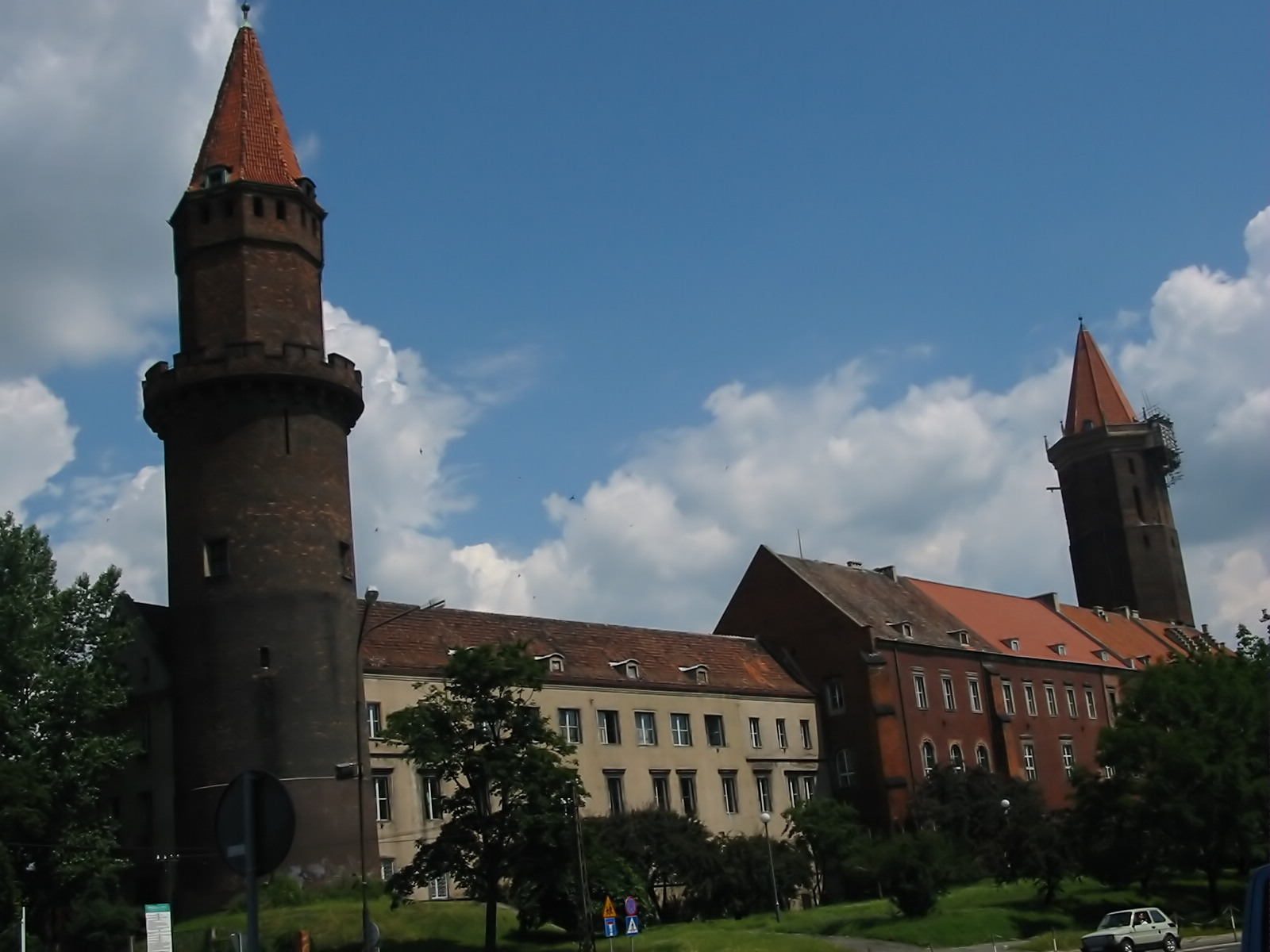
Siedziba rejencji w Legnicy

Rejencja legnicka (niem. Regierungsbezirk Liegnitz) – pruska jednostka administracyjna obejmująca zachodnią część prowincji Śląsk (w latach 1919-1938 i 1941–1945 prowincji Dolny Śląsk), powstała w 1815 i istniejąca do końca II wojny światowej. Rejencja była zwyczajowo nazywana „Śląskiem Dolnym” (Niederschlesien). Obejmowała zachodni kraniec Śląska i część Łużyc Górnych.
Rejencja legnicka objęła przede wszystkim zachodnią część Śląska przyłączonego do Królestwa Prus w wyniku wojen śląskich – państwo stanowe Carolath, księstwa legnickie, jaworskie i żagańskie oraz części księstw głogowskiego i świdnickiego. Tereny te podlegały od 1741 kamerze wojny i domen w Głogowie (od 1809 mieszczącej się w Legnicy). W 1820 i w 1825 przyłączono do rejencji legnickiej skrawki części Królestwa Saksonii nabyte przez Prusy w kongresie wiedeńskim – pruską część Łużyc Górnych. Siedzibą władz było miasto Legnica (Liegnitz), innymi znaczącymi miastami były Zgorzelec (Görlitz), Zielona Góra (Grünberg in Schlesien), Głogów (Glogau), Bolesławiec (Bunzlau), Hoyerswerda (od 1825) i Jelenia Góra (Hirschberg im Riesengebirge).
Rejencja legnicka powstała na mocy edyktu z 30 kwietnia 1815. Początkowo objęła powiaty
- Bunzlau (Bolesławiec)
- Freystadt in Niederschlesien (Kożuchów)
- Glogau (Głogów)
- Görlitz (Zgorzelec)
- Grünberg in Schlesien (Zielona Góra)
- Lauban (Lubań)
- Liegnitz (Legnica)
- Lüben (Lubin)
- Löwenberg (Lwówek Śląski)
- Goldberg Haynau (Złotoryja–Chojnów)
- Sagan (Żagań)
- Sprottau (Szprotawa)

Po zniesieniu rejencji dzierżoniowskiej w 1820 do rejencji legnickiej włączono powiaty:
- Bolkenhain (Bolków)
- Hirschberg im Riesengebirge (Jelenia Góra)
- Jauer (Jawor)
- Landeshut (Kamienna Góra)
- Schönau (Świerzawa)
- Rothenburg (Rózbork)

W 1825 do rejencji legnickiej włączono powiat Hoyerswerda należący wcześniej do Brandenburgii.
W latach 1873–1874 utworzono dwa powiaty miejskie (Stadtkreise) – Zgorzelec i Legnica.
Po I wojnie światowej rejencja pozostała w całości w granicach Niemiec. W 1919 rejencja weszła, obok rejencji wrocławskiej, w skład prowincji Dolny Śląsk. W latach 1920–1922 status miast wydzielonych otrzymały Głogów, Zielona Góra i Jelenia Góra.
1 października 1932:
- powiat Bolkenhain (Bolków) przyłączono do powiatu Landeshut (Kamienna Góra),
- powiat Jauer (Jawor) przyłączono do powiatu Liegnitz (Legnica),
- powiaty Goldberg-Haynau (Złotoryja–Chojnów) i Schönau (Świerzawa) połączono w powiat Goldberg (Złotoryja),
- powiat Sagan (Żagań) przyłączono do powiatu Sprottau (Szprotawa),
- powiat Freystadt in Schlesien (Kożuchów) przyłączono do powiatu Grünberg in Schlesien (Zielona Góra).

1 października 1933 przywrócono powiaty Freystadt in Niederschlesien (Kożuchów) i Jauer (Jawor) w poprzednich granicach.
1 października 1938 do rejencji legnickiej włączono powiat Fraustadt (Wschowa) ze zniesionej Marchii Granicznej Poznań – Prusy Zachodnie.

## Ludność
| Powiat                 | Nazwa polska    | Ludność (1939) |
| ---------------------- | --------------- | -------------- |
| Bunzlau                | Bolesławiec     | 72 912         |
| Fraustadt              | Wschowa         | 18 908         |
| Freystad               | Kozuchów        | 53 037         |
| Glogau (miasto)        | Głogów          | 30 172         |
| Glogau (powiat)        | Głogów          | 60 683         |
| Görlitz (miasto)       | Zgorzelec       | 91 554         |
| Görlitz (powiat)       | Zgorzelec       | 60 675         |
| Goldberg               | Złotoryja       | 70 025         |
| Grünberg               | Zielona Góra    | 65 739         |
| Hirschberg (miasto)    | Jelenia Góra    | 32 764         |
| Hirschberg (powiat)    | Jelenia Góra    | 79 918         |
| Hoyerswerda            | Wojerzyce       | 59 303         |
| Jauer                  | Jawor           | 58 717         |
| Landeshut              | Kamienna Góra   | 47 353         |
| Lauban                 | Lubań           | 71 896         |
| Liegnitz (miasto)      | Legnica         | 78 456         |
| Liegnitz (powiat)      | Legnica         | 41 226         |
| Löwenberg              | Lwówek Śląski   | 63 476         |
| Lüben                  | Lubin           | 38 742         |
| Rothenburg/Oberlausitz | Rozbork/Różbark | 91 471         |
| Sprottau               | Szprotawa       | 96 255         |
| Łącznie                | Łącznie         | 1 283 282      |

W 1945 niemal cały obszar rejencji legnickiej został włączony do Polski jako część Ziem Odzyskanych. Po utworzeniu województw obszary te weszły w skład województw wrocławskiego i poznańskiego (okolice Zielonej Góry). W latach 1975–1998 obszarowi dawnej rejencji odpowiadały w przybliżeniu województwa legnickie i jeleniogórskie wraz z południową częścią zielonogórskiego. Obecnie większość tych terenów należy do województw dolnośląskiego i lubuskiego.
Przy Niemczech pozostały leżące na zachód od Nysy Łużyckiej powiaty Hoyerswerda (w całości), Rothenburg (Rózbork) (niemal cały) oraz skrawki powiatów Görlitz (Zgorzelec) i Sagan (Żagań). Zostały przyłączone do kraju związkowego Saksonii w sowieckiej strefie okupacyjnej w Niemczech, a następnie w NRD. Po reformie administracyjnej w 1952 znalazły się w okręgu Drezno. Obecnie leżą w powiatach Bautzen i Görlitz w kraju związkowym Saksonia.